# Umberto Tommasini
Umberto Tommasini (Vivaro, 9 marzo 1896 – Vivaro, 22 agosto 1980) è stato un anarchico italiano.

## Biografia

### Primi anni
Nasce a Vivaro il 9 marzo 1896 e passa i primi anni della sua vita fra questo piccolo paese di origine dei suoi genitori - Angelo e Bernardina - e Trieste. Nel 1902 la madre muore, poi nel 1909 Umberto e i fratelli maggiori, Vittorio, Leonardo e la sorella Luigia, si trasferiscono definitivamente a Trieste dove il padre continuava a lavorare come facchino, pur ritornando periodicamente a Vivaro. Nel settembre 1909 Umberto inizia a lavorare  come apprendista fabbro in un'officina, iscrivendosi anche alle scuole serali e domenicali con l'obiettivo di poter diventare macchinista navale. Il padre è socialista militante e orienta in questo senso anche la formazione dei figli che seguono appassionatamente dibattiti e comizi. A tredici anni Umberto scende in piazza per partecipare allo sciopero generale dell'ottobre 1909 contro la fucilazione dell'anarchico spagnolo Francesc Ferrer i Guàrdia, a Barcellona, occasione che segna l'inizio del suo lungo percorso di lotte sociali .

### La Prima guerra mondiale
Lo scoppio della prima guerra mondiale interrompe la formazione politica e culturale di Tommasini e nel maggio 1915 la famiglia abbandona la Trieste asburgica per ripiegare regolarmente a Vivaro, sotto il dominio del Regno d'Italia, pochi giorni prima della dichiarazione di guerra all'Austria. A fine anno Umberto viene arruolato e dopo un periodo di istruzione in Veneto viene assegnato alle operazioni belliche dove si susseguono assalti, ferimenti e ritorni al fronte: Tommasini verrà in seguito decorato di Croce di guerra al valor militare, ma dopo la disfatta della Battaglia di Caporetto (1917) fu fatto prigioniero e internato nel campo di prigionia di Mauthausen.
L'anno successivo alla fine della guerra viene congedato e ritorna a Trieste dove si ricongiunge con la famiglia e riprende il lavoro di fabbro. Nel frattempo Vittorio, il maggiore dei fratelli, aveva abbracciato idee libertarie in seguito alla frequentazione di un gruppo di anarchici triestini conosciuti al confino all'isola di Ponza. Anche gli altri fratelli dimostrano simpatia per le idee libertarie e Umberto sancisce l'adesione al movimento anarchico all'inizio del 1921, abbandonando il Partito Socialista dopo il Congresso che diede vita alla scissione di Livorno.

### La lotta antifascista e il confino
Tommasini è tra protagonisti, a Trieste, delle aspre lotte sindacali e politiche orientate a contrastare la crescente violenza squadrista e l'ascesa del fascismo che condurrà alla Marcia su Roma dell'ottobre 1922. Viene arrestato durante lo sciopero antifascista dell'agosto 1922 e subisce la sua prima condanna. Inizia a prendere parte alle attività di carattere nazionale del movimento in qualità di delegato triestino e nel 1925, al convegno dell'Unione Anarchica Italiana di Milano, stringe rapporti con militanti come Camillo Berneri e Gino Bibbi. Tommasini collabora all'attentato a Mussolini dell'11 settembre 1926, a Roma, ad opera del carrarese Gino Lucetti: sarà proprio Bibbi, parente di Lucetti, a procurarsi la bomba che sarebbe stata fornita dai compagni triestini, che per le loro azioni spesso attingevano ai residuati bellici della prima guerra.
All'inizio di novembre del 1926, dopo la votazione delle leggi eccezionali che istituiscono il confino politico per gli oppositori più pericolosi, Tommasini è tra i primi antifascisti che vengono confinati sulle isole, rimanendo per sei anni tra Ustica e Ponza dove stringerà amicizia con il comunista triestino Luigi Calligaris e il repubblicano Giobbe Giopp.

### L'esilio in Francia
Ritorna a Trieste nel gennaio del 1932. Suo padre, sofferente da tempo, muore poco dopo stroncato da una broncopolmonite. Temendo di poter essere inviato nuovamente al confino Tommasini matura la decisione di lasciare l'Italia ed espatria attraversando a piedi le montagne per consegnarsi alla polizia jugoslava, per poi raggiungere la Francia attraversando l'Austria e la Svizzera. Riesce a raggiungere Parigi verso il 10 aprile e si unisce ai compagni italiani attivi nella lotta antifascista in esilio, mantenendo i contatti con  Camillo Berneri e Giobbe Giopp, con l'intento di organizzare azioni antifasciste anche in Italia.  
Nel 1934 inizia a convivere con la triestina Anna Renner e dalla loro unione nasce il figlio René. Nel luglio 1936 giunge la notizia che nella vicina Spagna un'insurrezione fascista aveva attaccato la Repubblica e gran parte del Paese era ormai sotto il controllo dei fascisti; alla preoccupazione iniziale segue l'entusiasmo per la notizia del successivo contrattacco antifascista che in breve riesce a liberare Barcellona. Così come molti altri compagni, impazienti di andare a combattere, Tommasini sceglie di partecipare attivamente alla lotta antifascista spagnola.

### Guerra civile spagnola
Allo scoppio della rivoluzione spagnola, nel luglio 1936, Tommasini parte per la Catalogna unendosi alla Colonna Ascaso, in gran parte composta da anarchici e guidata da Carlo Rosselli, Mario Angeloni e Camillo Berneri. Al fronte mette in pratica l'esperienza maturata nel corso della prima guerra mondiale, in particolare nella predisposizione delle trincee che risultano essenziali per respingere l'attacco carlista del 28 agosto sul fronte Aragonese di Huesca. Nel gennaio 1937 ritorna a Parigi per una breve licenza e incontra nuovamente Giobbe Giopp che lo coinvolge in una missione speciale: minare le navi franchiste ancorate a Ceuta, sul lato africano dello stretto di Gibilterra. Oltre a Tommasini e Giopp la squadra è composta dall'anarchico Giovanni Fontana e dal triestino Alfredo Cimadori, quest'ultimo in realtà un fiduciario della polizia politica fascista (n. 492, "Febo"). La pericolosa operazione non viene portata a termine perché la squadra viene intercettata da un posto di blocco e incarcerata a Valencia, dove i fermati vengono sottoposti a ripetuti interrogatori da parte delle guardie staliniste. Tommasini riesce a evadere ma rientra in carcere per consentire le trattative per liberare l'intero gruppo gestite tra l'anarchico Ministero della Giustizia e il Ministro degli Interni, socialista vicino ai comunisti. Una volta liberato Tommasini rientra a Parigi, alla fine di aprile, ma prima effettua una breve sosta a Barcellona dove incontra per l'ultima volta Camillo Berneri, visibilmente affaticato. Pochi giorni dopo, il 6 maggio, Berneri sarà ucciso dagli stalinisti, episodio che riempie di rabbia Tommasini e segna definitivamente il suo deciso contrasto con i comunisti. A Parigi, nell'estate del 1937, Tommasini progetta un nuovo attentato alla vita di Mussolini da realizzare l'anno seguente, che viene però sventato dalla polizia fascista in quanto tra gli organizzatori si era infiltrato un informatore.

### Seconda guerra mondiale
Nell'estate 1939 Tommasini viene arrestato dalla polizia francese in seguito ai crescenti controlli sui sovversivi stranieri; viene quindi internato nel Campo d'internamento di Le Vernet, nel settore dei reduci della Spagna. Sospesa la guerra tra Francia e Italia, Tommasini viene consegnato alla polizia italiana il 24 gennaio 1941. Viene interrogato nel carcere triestino del Coroneo e successivamente inviato al confino sull'isola di Ventotene per un periodo di cinque anni. A differenza degli altri detenuti politici che vengono liberati dopo il 25 luglio 1943, con la destituzione di Mussolini, Tommasini insieme ai detenuti anarchici e slavi viene trattenuto oltre e internato nel Campo di internamento di Renicci, nell'Aretino, fino alla fine della guerra. Prima di rientrare a Trieste decide di fermarsi a Firenze per analizzare la situazione: la notizia dell'improvvisa liberazione di Mussolini lo convince a non tornare a Trieste, dove sarebbe stato facile bersaglio della polizia, e si reca dalla sorella che abitava nei pressi di Bologna, dove si tratterrà un anno e mezzo fornendo il proprio aiuto a tutto il paese, fornendo assistenza e solidarietà agli sfollati e prendendo contatto con i compagni anarchici.

### Il ritorno a Trieste
Finita la guerra, Tommasini ritorna definitivamente a Trieste, quasi cinquantenne, e vi si stabilisce con la moglie e il figlio. Riprende l'attività di fabbro così come quella politico-sindacale che lo porta, insieme a Giordano Bruch, Rodolfo de Filippi, Ottavio Volpin e ai fratelli Primo e Libero Vigna, a fondare il Gruppo Anarchico Germinal e a riprendere, dal maggio 1946, la pubblicazione dell'omonima testata stampata tuttora. Gli sforzi del movimento anarchico triestino vanno prevalentemente nel rifiuto di ogni schieramento nazionalista, in contrasto con la componente maggioritaria del movimento operaio di matrice filo-jugoslava e quella antagonista a favore dell'Italia. In tal senso Tommasini polemizza apertamente con accesi scontri verbali con i comunisti, così come con i socialisti orientati alla soluzione italiana, che si dimostravano tolleranti nei confronti dei gruppi neofascisti.
Nel 1954 viene fermato, insieme ad altri due compagni, per l'affissione abusiva di manifestini che incitavano i poliziotti alla disobbedienza e alla diserzione; al processo istituito dal Governo Militare Alleato gli vengono inflitti 11 mesi di reclusione. Le proteste giovanili del 1968 trovano Tommasini pronto a sostenere la voce dei contestatori e diventa un punto di riferimento per i giovani libertari che si avvicinano al movimento.
Dal 1971 al 1979 è direttore di «Umanità Nova», giornale anarchico fondato nel 1920 da Errico Malatesta; sarà condannato per un articolo pubblicato contro un "prete mafioso calabrese" .
Già ottantenne non manca di partecipare alle marce anti-militariste, ai congressi della Federazione Anarchica Italiana e ad attività di controinformazione per le quali subisce nuove denunce e condanne. 
Ritorna spesso a Vivaro per ritemprarsi e trovare momenti di serenità. Qui muore il 22 agosto 1980.

## Libri, film, musica e curiosità

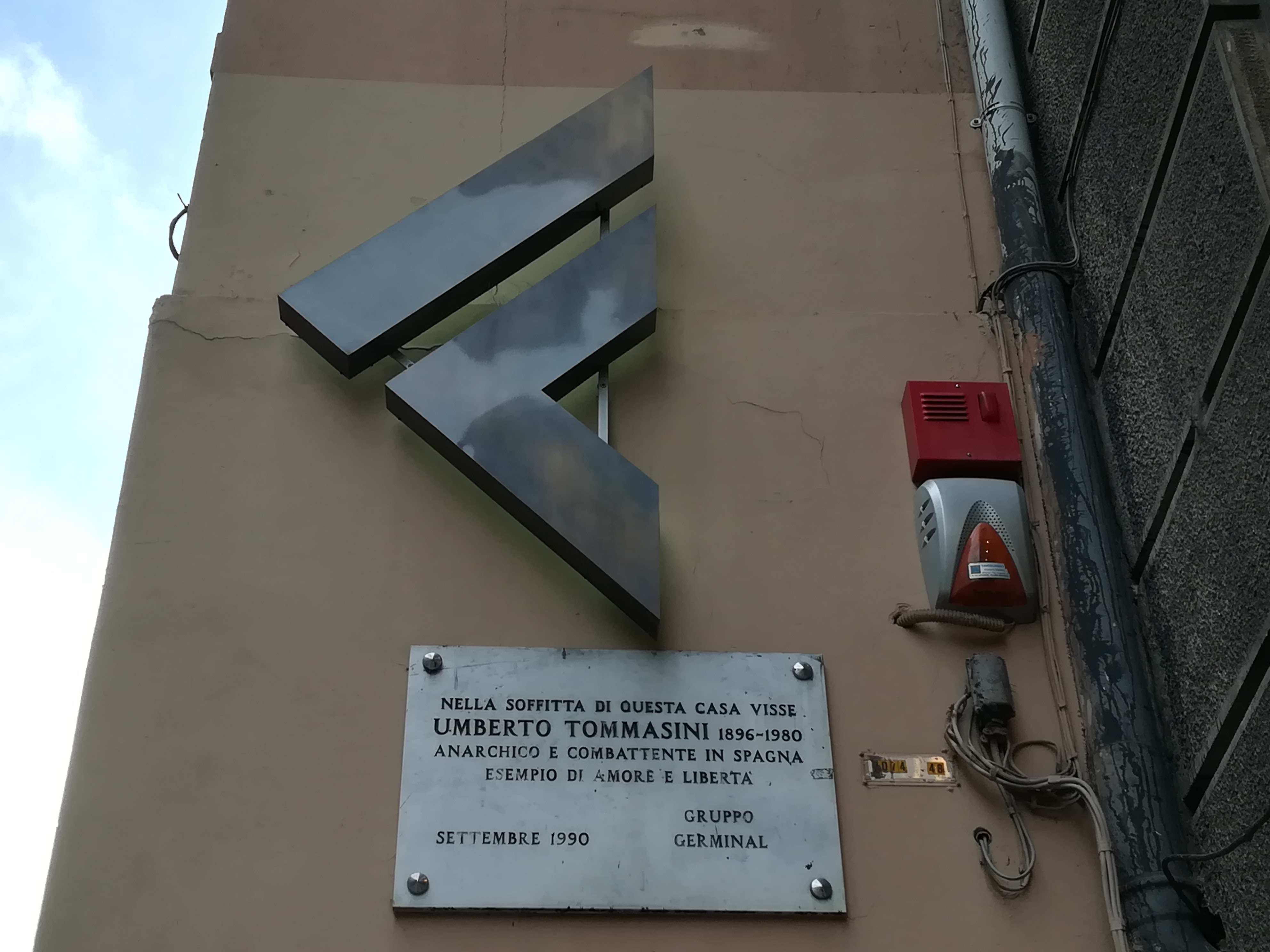
Targa commemorativa a Trieste

- Nel 1984 è stato pubblicato il libro "L'anarchico triestino" (Edizioni Antistato), a cura di Claudio Venza, dedicato alla vita di Umberto Tommasini e basato sulla registrazione di una sua intervista rilasciata all'autore. Una nuova edizione è stata pubblicata nel 2011 con il titolo "Il fabbro anarchico. Autobiografia fra Trieste e Barcellona" (Edizioni Odradek), arricchita da un'intervista allo scrittore triestino Claudio Magris.
- Nel settembre 1990, nella ricorrenza del decennale della scomparsa, il gruppo Germinal pose una targa commemorativa a Trieste, in via Mazzini, in corrispondenza di quella che ora è la libreria Feltrinelli, ma un tempo fu l'abitazione di Umberto Tommasini. La targa recita "Nella soffitta di questa casa visse Umberto Tommasini 1896-1980. Anarchico e combattente in Spagna. Esempio di amore e libertà"
- La vita di Umberto Tommasini è raccontata nel film-documentario "An anarchist life", diretto da Ivan Bormann e Fabio Toich, con la partecipazione di Ascanio Celestini, Pino Cacucci, Simone Cristicchi e Daniele Tenze. Il film ha concorso al Bifest, Festival del cinema di Bari, dove è stato proiettato l'8 aprile 2014.[3]
- Il cantautore Carlo Ghirardato ha composto in suo omaggio il brano "Canzone per Umberto T." che fa parte della colonna sonora del film-documentario "An anarchist life".